# Корнійчук Владислав Юрійович
Владислав Юрійович Корнійчук (позивний «Корней») (16 січня 1997 — 27 липня 2023) — командир бойової машини у складі 24-ї окремої механізованої бригади імені короля Данила ОК «Захід» Сухопутних військ ЗСУ, учасник російсько-української війни.

## Життєпис
Владислав Корнійчук народився 16 січня 1997 році у місті Херсон. Навчався у Херсонській загальноосвітній школі І-ІІІ ступенів № 47 Херсонської міської ради. У 2018 році здобув вищу освіту у Херсонському національному технічному університеті за спеціальністю «Облік і оподаткування». Після завершення навчання проходив військову службу у лавах Національної гвардії України.
З 2018 року мешкав у селі Чорнобаївка. До лютого 2022 року працював у торговельній сфері, а також водієм медичної клініки. Мріяв стати далекобійником, захоплювався автівками, технікою, в тому числі військовою.
Після повномасштабного вторгнення перевіз родину із села Чорнобаївка Херсонської області до Львова. Працював в одному з районних територіальних центрів комплектування та соціальної підтримки. Згодом добровільно вступив до лав Збройних Сил України. Служив на посаді командира бойової машини у складі 24-ї окремої механізованої бригади імені короля Данила оперативного командування «Захід» Сухопутних військ Збройних Сил України.
Під час проходження служби на східному напрямку здобув звання «молодший сержант».
27 липня 2023 року загинув у бою біля селища Дружба в Донецькиій області. Похований у Львові на Личаківському військовому цвинтарі.
У Владислава Корнійчука залишилися батьки, дружина та донька.

## Нагороди
- Орден «Хрест Героя» (посмертно) (наказ № 77 від 22 вересня 2023 року)[8][9]

## Вшанування пам'яті
Наказом начальника Чорнобаївської сільської військової адміністрації від 28.09.2023 року № 624 внесено до «Книги Пошани» почесних громадян села Чорнобаївка. Портрет Владислава Корнійчука встановлено на Алеї Героїв у селі Чорнобаївка.